# Lötschberglinie

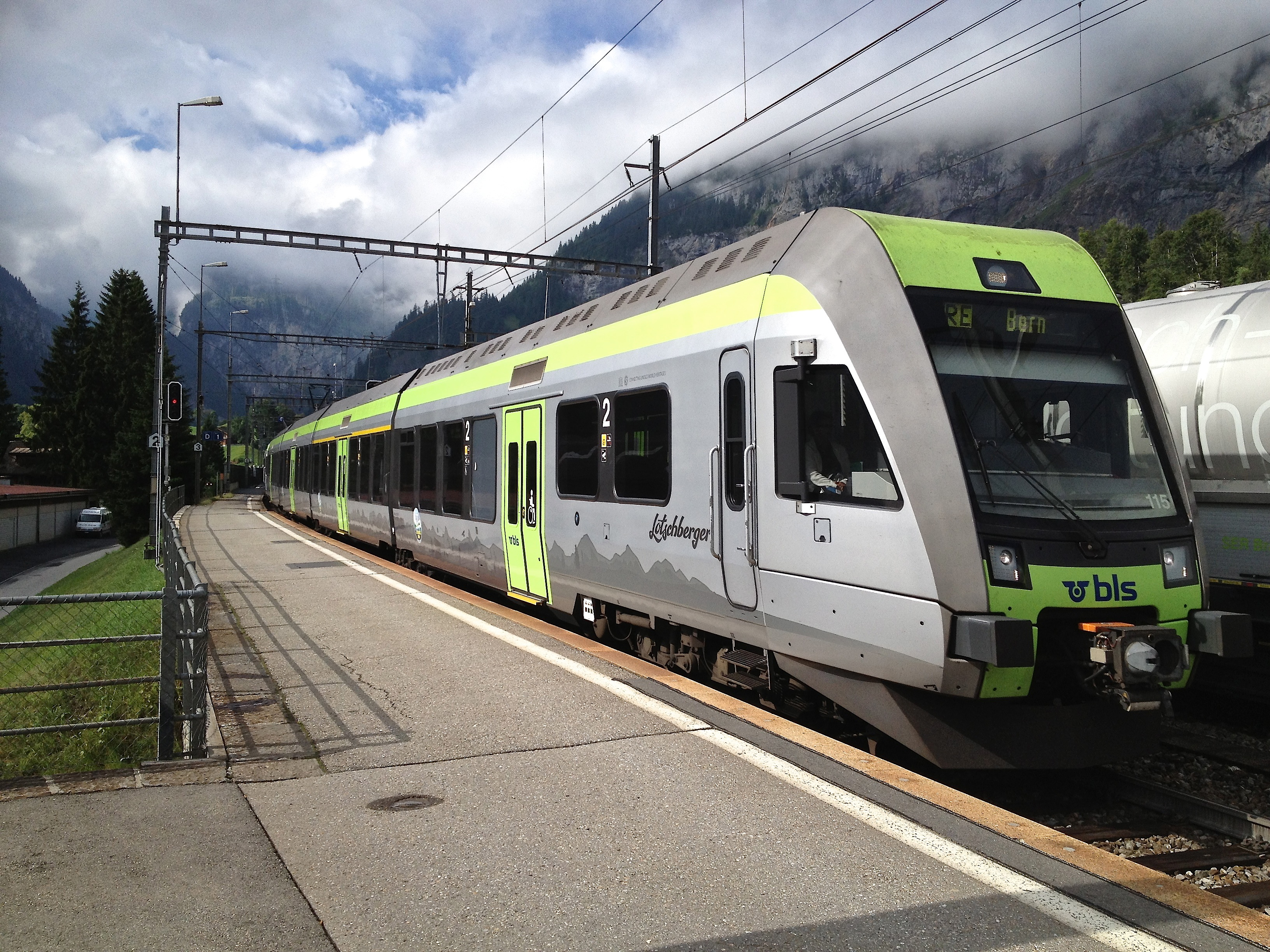
Lötschberger in Kandersteg

Die Lötschberglinie ist eine Verkehrsverbindung aus dem Schweizer Mittelland ins Wallis und teilweise weiter nach Italien.
Über die Lötschberg-Bergstrecke verkehren stündliche RegioExpress-Züge ab Bern oder Spiez bis Brig und zurück. Sie werden mit den Lötschberger genannten Triebzügen BLS RABe 535 gefahren.
Über die Lötschberg-Basisstrecke (LBS) bzw. durch den Lötschberg-Basistunnel (LBT) verkehren
- stündliche Intercity-Züge von Zürich nach Visp und Brig;
- zweistündliche Intercity-Züge von Basel nach Brig oder EuroCity-Züge von Basel nach Mailand;
- diverse Entlastungs- und Zusatzzüge an einzelnen Wochentagen oder während Perioden mit sehr grossem Verkehrsaufkommen; diese sind zum Teil als InterRegio klassiert.

Der Begriff Lötschberglinie ist nicht zu verwechseln mit dem Begriff Lötschbergstrecke. Linie bezeichnet ein Verkehrsangebot, hingegen steht Strecke oder Eisenbahnstrecke für eine Infrastruktur.